# Klehini River
Der Klehini River ist ein gletschergespeister Fluss in der Stikine Region im Norden der kanadischen Provinz British Columbia und im Panhandle des US-Bundesstaats Alaska, nordwestlich von Haines.

## Verlauf
Der etwa 46 Kilometer lange Klehini River entspringt in British Columbia nahe der Grenze zu Alaska. Er mündet bei Wells im Alaska Chilkat Bald Eagle Preserve in den Unterlauf des Chilkat Rivers, dessen größter Zufluss er ist. Die Mündung des Tsirku River liegt zwei Kilometer weiter südlich. Der Haines Highway verläuft von der Staatsgrenze bis zur Mündung des Klehini River in den Chilkat River parallel zum Fluss. Der Klehini River bildet die nördliche Grenze der Chilkat Range, einem Gebirgszug der Alsek Ranges in der Eliaskette.